# Bowman Gray Stadium

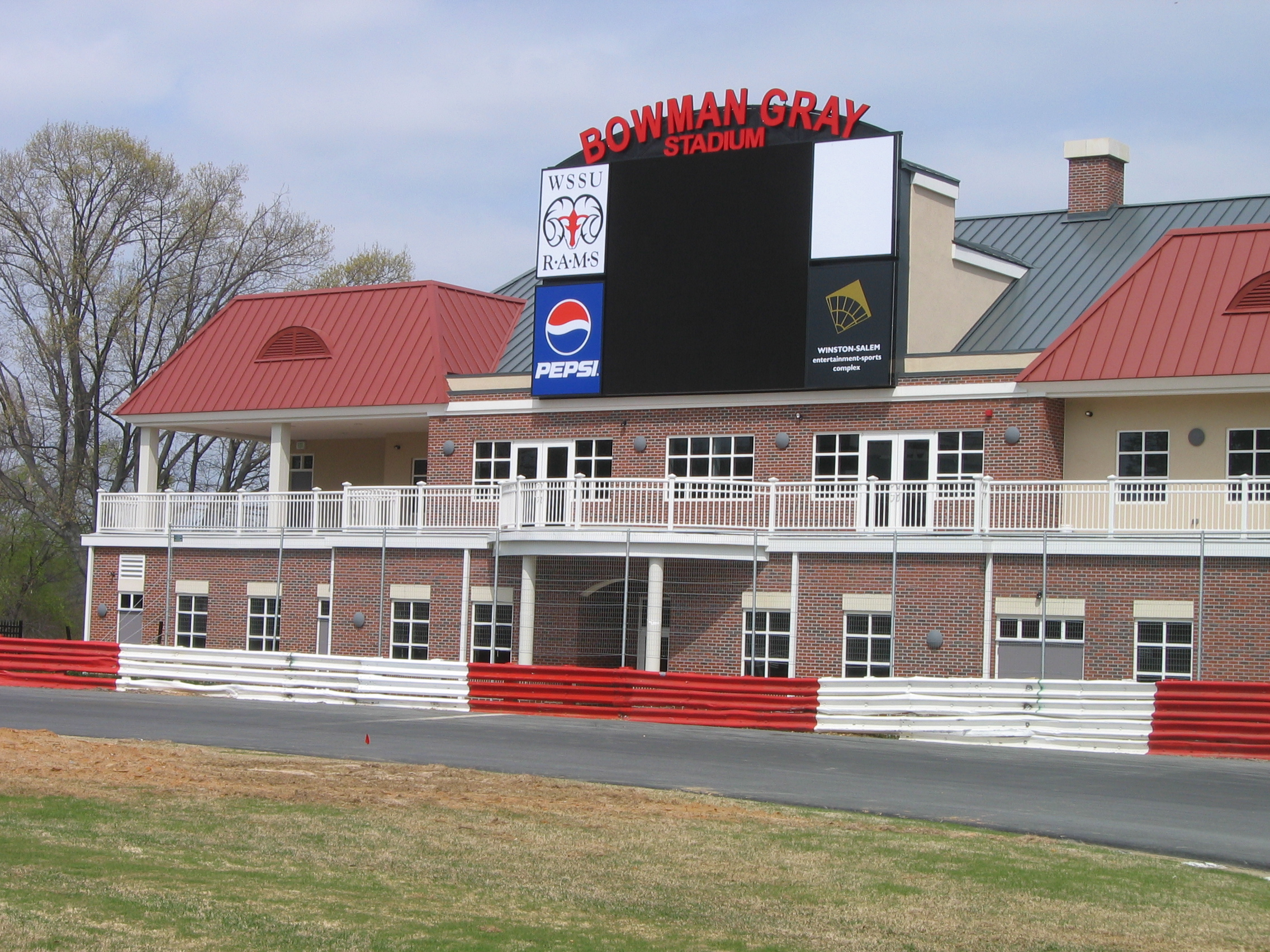

Bowman Gray Stadium är en amerikansk racerbana av typen ovalbana i Winston-Salem i North Carolina i USA. Banan ägs av Winston-Salem och förvaltas av Nascar.
Banan var i huvudsakligen som mest aktiv mellan 1958 och 1971.  Nascar Cup Series kör sedan 2025 uppvisningsloppet Cook Out Clash at Bowman Gray på banan.